# Pârâul Sec, Toplița
Pârâul Sec este un curs de apă, afluent al râului Toplița.

## Hărți
- Harta județului Harghita
- Harta Munților Călimani  Arhivat în 11 octombrie 2008, la Wayback Machine.